# Котовский, Григорий Григорьевич
Григо́рий Григо́рьевич Кото́вский (6 февраля 1923, Умань — 24 октября 2001, Москва) — советский и российский востоковед-индолог, историк и общественный деятель, внёсший большой вклад в изучение истории Индии. Автор более 500 научных работ, лауреат международной премии им. Джавахарлала Неру, основатель и руководитель российско-индийской комиссии по сотрудничеству в области общественных наук. С 1956 по 2001 год — научный сотрудник Института востоковедения РАН. Сын советского военного и политического деятеля Григория Ивановича Котовского. Основной сферой научных интересов Г. Г. Котовского было исследование экономической и социальной истории Индии XIX — XX веков.

## Биография
Родился в 1923 году в городе Умани Украинской ССР в семье Григория Ивановича Котовского и Ольги Петровны Шакиной-Котовской.
После смерти отца жил с матерью, военврачом РККА, и младшей сестрой в Киеве. Окончил среднюю школу, поступил на исторический факультет Московского государственного университета. Учёбу прервала война.
Участник Великой Отечественной войны. В 1941 году был мобилизован Ленинским РВК г. Москвы, направлен в военное училище ПВО в Ленинграде, по окончании которого в мае 1942 года в звании лейтенанта был отправлен на фронт, в осаждённый Севастополь, где командовал пулемётным взводом пулеметного батальона 61-го зенитно-артиллерийского полка ПВО Черноморского Флота.
Был ранен. 3 июля 1942 года, находясь в Севастополе в эвакогоспитале, попал в немецкий плен. В плену назвался чужой фамилией. В 1943 году отправлен с этапом на строительные работы в Северную Норвегию. За антифашистскую деятельность и попытку побега попал в штрафной лагерь и в мае 1945 года приговорен к расстрелу. Спасла Г. Г. Котовского и других пленных капитуляция Германии.
После войны, при участии С. М. Будённого, лейтенант Котовский был полностью восстановлен в правах, демобилизован из армии, и продолжил учёбу на историческом факультете МГУ по специальности «востоковедение». По окончании университета (1949) — сотрудник Института народов Азии Академии наук СССР. В 1952 году защитил кандидатскую диссертацию «Аграрный вопрос на юге Индии (Тамилнад и Керала) в период общего кризиса капитализма» (в двух томах).
Сокурсник И. М. Бружеставицкий вспоминал о Котовском, что тот «с детства владел немецким, французским и английским языками, в МГУ специализировался по Индии, изучил хинди, другие языки Индии. Григорий провел два года в немецком плену в лагере в Норвегии. В противоположность своему отцу, который прославился своими приключениями, твердостью и жесткостью, Гриша был исключительно деликатным и мягким, женился на девушке-инвалиде».
Когда в 1971 году по приглашению посольства Республики Индия Советский Союз посетил индийский религиозный деятель и основатель Международного общества сознания Кришны Бхактиведанта Свами Прабхупада (1896—1977), Котовский (в то время заведующий отделом Индии и Южной Азии Института востоковедения АН СССР) стал одним из двоих советских граждан (и единственным российским учёным), встретившимся с этим кришнаитским гуру. Беседа Котовского со Свами Прабхупадой опубликована в книге «Наука самосознания» (сборнике лекций и бесед Свами Прабхупады), переведенной на десятки языков и разошедшейся миллионными тиражами.
В июне 1991 года принял участие в открытии Военно-исторического музея штаба кавалерийской бригады Г. И. Котовского в г. Тирасполе (Приднестровье).
24 октября 2001 года Григорий Григорьевич Котовский скоропостижно скончался в момент записи им собственного имени в Книге почётных гостей во время приёма в резиденции посла Индии в России.

## Основные работы
Книги
- Котовский Г. Г., Мельников А. М., Семенова Н. Н. Классовая борьба в современной индийской деревне (1947—1965). М., 1969;
- Антонова К. А., Бонгард-Левин Г. М., Котовский Г. Г. История Индии. Краткий очерк. М., 1973. 2-е изд. М., 1979;
- СССР и Индия / Ред. Г. Г. Котовский, А. Н. Хейфец, П. М. Шаститко. — М.: Наука, 1987.

Статьи и главы в коллективных трудах
- Котовский Г. Г. Аграрный строй: изменения за годы независимости // Азия и Африка сегодня, 2001. № 3, 4;
- Котовский Г. Г. Теория конвергенции и не западные модели развития, теория и практика // Аналитический вестник Совета Федерации ФС РФ. — 2001. № 6 (137);
- Котовский Г. Г. Земельная реформа в Индии 50—60-х годов и проблемы ограничения частного землевладения // Индия: Общество, власть, реформы: Памяти Г. Г. Котовского. М.: Вост. лит., 2003;
- История Востока. IV. Восток в новое время (конец XVIII — начало XX в.). Кн. 1—2. М.: Вост. лит., 2004—2005. (Авторы глав по Индии Г. Г. Котовский и Л. Б. Алаев)

## Награды
- Медаль «За оборону Севастополя» (1942), медаль «За победу над Германией в Великой Отечественной войне 1941—1945 гг.» (1945), орден Отечественной войны II степени (1958), орден Отечественной войны I степени (1985)[9][10], орден «Знак Почёта» (1970-е), юбилейные медали.
- Международная премия имени Джавахарлала Неру (1970).